# Thirumazhisai
Thirumazhisai es una ciudad y nagar Panchayat situada en el distrito de Tiruvallur en el estado de Tamil Nadu (India). Su población es de 19733 habitantes (2011). Se encuentra a 22 km de Tiruvallur y a 23 km de Chennai.

## Demografía
Según el censo de 2011 la población de Thirumazhisai era de 19733 habitantes, de los cuales 9884 eran hombres y 9849 eran mujeres. Thirumazhisai tiene una tasa media de alfabetización del 81,42%, superior a la media estatal del 80,09%: la alfabetización masculina es del 87,86%, y la alfabetización femenina del 74,98%.